# Leucauge formosa
Leucauge formosa är en spindelart som först beskrevs av John Blackwall 1863.  Leucauge formosa ingår i släktet Leucauge och familjen käkspindlar. Utöver nominatformen finns också underarten L. f. pozonae.